# Daniel Franzese

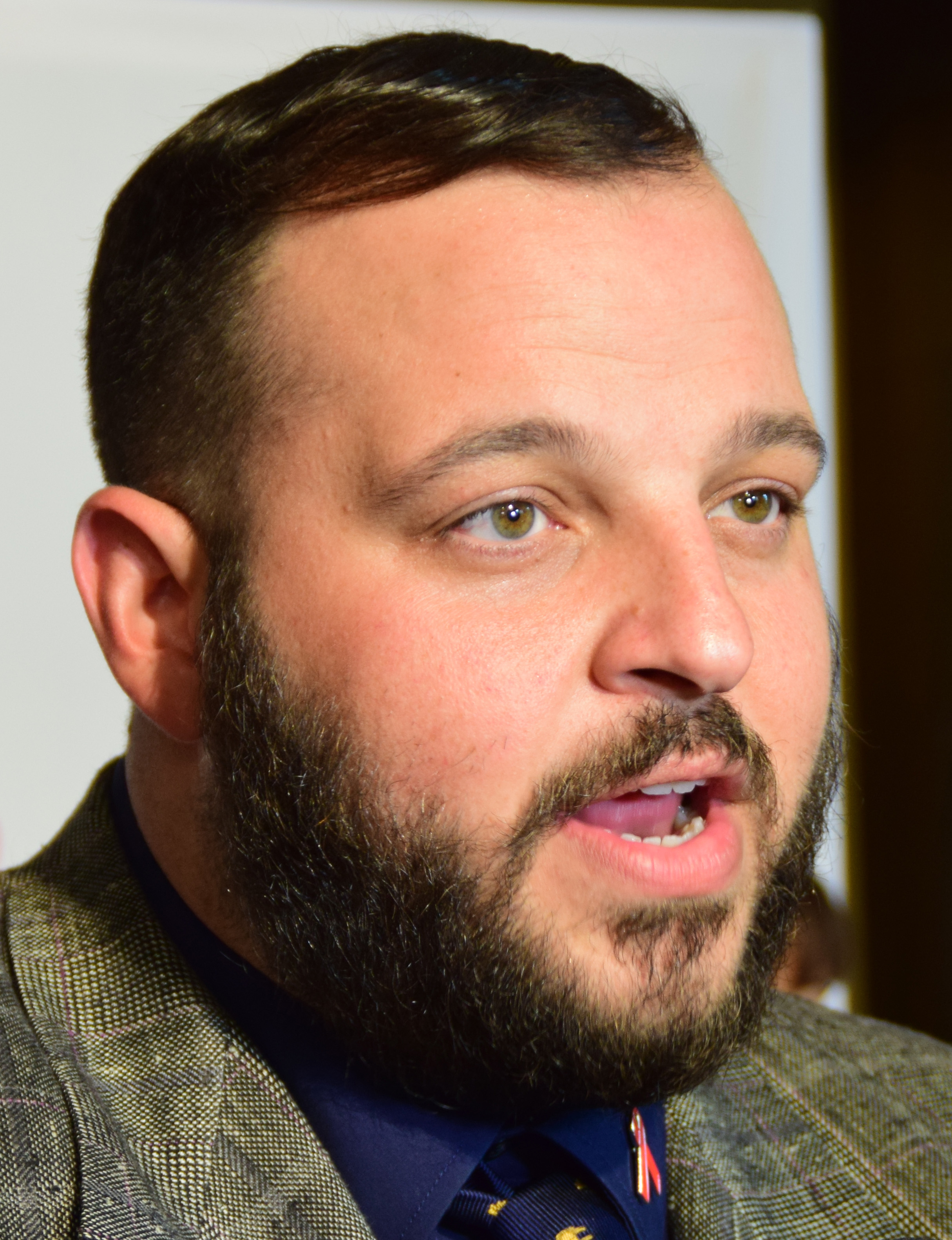
Daniel Franzese (2015)

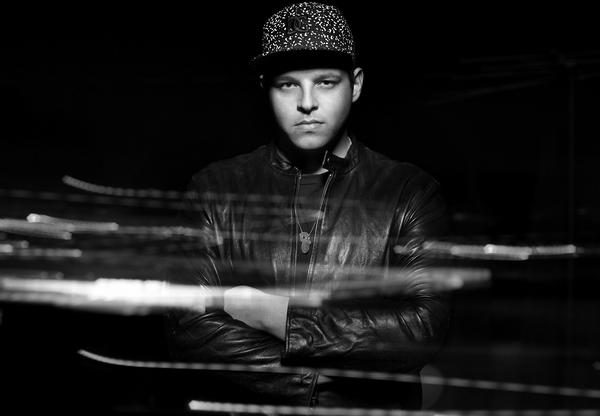
Daniel Franzese

Daniel Franzese (* 9. Mai 1978 in Brooklyn, New York City) ist ein US-amerikanischer Schauspieler.

## Karriere
Franzese spielte die Rolle des homosexuellen Damian in dem Film Girls Club – Vorsicht bissig! (2004) und verkörperte Derek in Bully – Diese Kids schockten Amerika (2001). Er war außerdem in Party Monster (2003) zu sehen und hatte Gastrollen in CSI: Den Tätern auf der Spur als Dean Harden und in Burn Notice als Dougie. Im April 2014 outete sich Franzese als homosexuell.

## Filmografie
- 2001: Bully – Diese Kids schockten Amerika (Bully)
- 2003: Party Monster
- 2004: Stateside
- 2004: Girls Club – Vorsicht bissig! (Mean Girls)
- 2005: Krieg der Welten (War of the Worlds)
- 2006: CSI: Den Tätern auf der Spur
- 2009: Kill Theory
- 2010: Burn Notice
- 2010: I Spit on Your Grave
- 2015: Looking (Fernsehserie, 8 Folgen)